# Ramón Huidobro Luco
Ramón Hermógenes Huidobro Luco (Santiago de Chile de 1843 - Santiago, 8 de enero de 1926), fue un abogado, juez y político chileno.

## Primeros años de vida
Hijo de Manuel María Huidobro Martínez de Azúa y Mercedes Luco Maturana. En 1869 fue matriculado para realizar sus estudios secundarios de Humanidades en el Instituto Nacional. Posteriormente, ingresó a la carrera de Derecho en la Universidad de Chile donde se graduó de abogado el 15 de julio de 1865. Estuvo casado con María Gutiérrez Aráoz, con quien por lo menos tuvo a Ramón Huidobro Gutiérrez.

## Vida pública
En 1862 se desempeñó como inspector del Instituto Nacional. En 1868, asentado en Talca, fue secretario de la Intendencia de esa ciudad. Luego a partir del 2 de agosto de 1870 fue juez suplente del Crimen de Talca. A partir del 10 de octubre de ese mismo año pasó a ocupar el cargo de juez suplente en lo Civil de la misma ciudad. 
Entre el 3 de marzo y el 13 de mayo de 1871 se desempeñó como juez suplente del Crimen de Santiago. Pasando a ocupar el mismo cargo en Curicó el 17 de octubre y el 14 de diciembre del mismo año 1871 y en julio de 1872. El 5 de septiembre de 1872 ocupa el cargo de juez suplente de Caupolicán (Rengo) y a partir del 8 de marzo de 1873 asume como juez suplente del Crimen de Valparaíso y luego el 19 de julio juez suplente en lo Civil de la misma ciudad puerto. Al año siguiente es nombrado juez en lo Civil de Valparaíso y el 20 de octubre de 1875 juez del Crimen de Santiago.
El 25 de febrero de 1889 pasa a ser Ministro de la Corte de Apelaciones de Santiago y su presidente en 1895. El 22 de marzo de 1899 asume como Ministro de la Corte Suprema, cargo que ejerció hasta su jubilación en agosto de 1903. En 1901 asumió la presidencia de esta última Corte.
Diputado suplente por Caupolicán durante los periodos 1873-1876 y 1876-1879. Miembro del Partido Conservador.